# 勅令
勅令（ちょくれい）とは、皇帝などの帝国を支配する君主が直接発する命令・法令のこと。国王が出す命令は王令という。日本においては、法令の一形式で、天皇が発した法的効力のある命令を指す。対して勅許（ちょっきょ）とは、天皇の許可を指し、それによる免許を意味する。
日本初の勅令は、内閣制発足の翌年の1886年2月26日に勅令第1号として制定された 公文式である。なお、メートル条約は、明治19年勅令（無番号）として4月20日に公布された、従って最初の勅令ではない。
本項目では緊急勅令やいわゆる「ポツダム勅令」についての記述を含む。

## 沿革
1885年（明治18年）内閣制が発足。
1886年（明治19年）2月26日 公文式が勅令第1号として制定され、勅令という法形式が定められた。
1947年（昭和22年）5月2日、外国人登録令（昭和22年勅令第207号）が最後の勅令として制定された（この翌日に日本国憲法が施行された）。

## 概要

### 大日本帝国憲法
大日本帝国憲法第9条に定められていた法形式であり、法律を執行するため又は公共の安寧秩序を保持し、及び国民の幸福を増進するために天皇が制定していた。憲法上、法律事項とされていない事項を対象とする場合は勅令による制定が可能であった。法律事項以外でも、軍に関することは軍令で、皇室に関することは皇室令で定めていたので、これらを除いたものが勅令事項とされていた。

### 日本国憲法
日本国憲法施行後は、法律事項となったものを規定するものを除き、昭和22年政令第14号（日本国憲法施行の際現に効力を有する勅令の規定の効力等に関する政令）第1項の規定により、政令と同一の効力を有するものとされており、位階令など一部には現在でも効力を有しているものがある。現在、勅令（法律の効力を持ついわゆる「ポツダム勅令」を除く。）は、前述のように政令としての効力があるため、その廃止や改正は政令により行われている。

### 勅令の公布手続
勅令の公布手続は1886年制定の公文式及び1907年制定の公式令によって定められていた。公式令によれば、法律と同様に上諭を付けて公布され、天皇の御名 御璽の後に内閣総理大臣、場合によっては内閣総理大臣及び当該勅令を主管する国務大臣、あるいは内閣総理大臣以下全ての国務大臣による副署を加えて公布された。

### 緊急勅令
「緊急勅令」とは、大日本帝国憲法第8条に基づき緊急時の法律に代わるものとして天皇が発布した命令である。緊急命令の一種ではあり、明治憲法下では勅令の形で行われた。緊急の際、法律事項について天皇が議会にかけずに発することができた。法形式として命令に属してはいたものの、法律と同等の効力が認められた。帝国議会の閉会中、公共の安全を保持し、またはその災厄を避けるため緊急の必要があるときに発する立法的緊急勅令（第8条）のほか、内外の状況によって帝国議会を召集できないときに財政上必要な処分をおこなうために発することを可とした、第70条規定の財政的緊急勅令があった。

## 主要な勅令
以下の一覧で示されるものの大半は廃止されるか失効している。現に効力を有する又は有すると判断されているものについてはその旨特記する。
明治時代
大正時代
昭和時代

## 現役の勅令
|                     | 勅令 | 改正/施行      |
| ------------------- | --- | -------------- |
| 明治19年勅令        | メートル条約 | 1886年4月20日  |
| 明治19年勅令第51号  | 本初子午線経度計算方及標準時ノ件 | 1886年7月13日  |
| 明治20年勅令        | 海上法ノ要義ヲ確定スル為メ西暦千八百五十六年四月十六日巴里公会ニ於テ決定セシ宣言                                                                                   | 1887年3月24日  |
| 明治20年勅令        | 海底電信線保護万国連合条約ノ説明書 | 1887年12月22日 |
| 明治21年勅令第1号   | 宝冠章及大勲位菊花章頸飾ニ関スル件 | 2003年5月1日   |
| 明治21年勅令第76号  | 勲章佩用式 | 2003年5月1日   |
| 明治22年勅令第103号 | 帝国憲法発布記念章制定ノ件 | 1889年8月3日   |
| 明治26年勅令第261号 | 政府ノ債務ニ対シ差押命令ヲ受クル場合ニ於ケル会計上ノ規程 | 2005年4月1日   |
| 明治27年勅令第23号  | 大婚二十五年祝典之章制定ノ件 | 1894年3月6日   |
| 明治28年勅令第167号 | 標準時ニ関スル件 | 1937年9月24日  |
| 明治30年勅令第382号 | 砂防法施行規程 | 2010年4月1日   |
| 明治31年勅令第90号  | 閏年ニ関スル件 | 1898年5月11日  |
| 明治32年勅令第277号 | 行旅病人死亡人等ノ引取及費用弁償ニ関スル件 | 1995年4月1日   |
| 明治32年勅令        | 日本国及希臘国間修好通商航海条約 | 1899年10月12日 |
| 明治33年勅令第329号 | 救恤又ハ学芸技術奨励寄附金等ノ保管出納ニ関スル件 | 1997年8月29日  |
| 明治33年勅令        | 窒息セシムヘキ瓦斯又ハ有毒質ノ瓦斯ヲ散布スルヲ唯一ノ目的トスル投射物ノ使用ヲ各自ニ禁止スル宣言書                                                                   | 1900年11月22日 |
| 明治33年勅令        | 外包硬固ナル弾丸ニシテ其ノ外包中心ノ全部ヲ蓋包セス若ハ其ノ外包ニ截刻ヲ施シタルモノノ如キ人体内ニ入テ容易ニ開展シ又ハ扁平ト為ルヘキ弾丸ノ使用ヲ各自ニ禁止スル宣言書 | 1900年11月22日 |
| 明治33年勅令第409号 | 相続人曠欠ノ場合ニ於テ国庫ニ帰属シタル財産ノ引渡ニ関スル件 | 1900年12月7日  |
| 明治34年勅令        | 日西特別通商条約 | 1901年4月8日   |
| 明治39年勅令第137号 | 国債償還ノ為抽籤執行ノ場合ニ於ケル立会者ニ関スル件 | 2001年1月6日   |
| 明治41年勅令第191号 | 水害予防組合職員賠償責任及身元保証令 | 2016年4月1日   |
| 明治41年勅令第217号 | 刑法施行前ニ公布シタル命令ニ関スル件 | 1908年9月24日  |
| 明治41年勅令第287号 | 政府ニ納ムヘキ保証金其ノ他ノ担保ニ充用スル国債ノ価格ニ関スル件 | 2001年1月6日   |
| 明治41年勅令第291号 | 勲章褫奪令 | 2025年6月1日   |
| 明治42年勅令第120号 | 刑法施行後施行ノ命令ニ掲ケタル刑法ノ刑名ニ関スル件 | 1909年5月1日   |
| 大正4年勅令第154号  | 大礼記念章制定ノ件 | 1915年8月13日  |
| 大正5年勅令第256号  | 歳入納付ニ使用スル証券ニ関スル件 | 2007年10月1日  |
| 大正10年勅令第272号 | 第一回国勢調査記念章制定ノ件 | 1921年6月17日  |
| 大正11年勅令第194号 | 公有水面埋立法施行令 | 2015年4月1日   |
| 大正12年勅令第299号 | 政府ニ於テ物品ノ販売ヲ問屋業者ニ委託スルコトヲ得ル場合ニ関スル件                                                                                                   | 1939年11月11日 |
| 大正12年勅令第369号 | 恩給給与規則 | 2025年6月1日   |
| 大正12年勅令第439号 | 恩給金額分担及国庫納金収入等取扱規則 | 1952年3月31日  |
| 大正12年勅令第528号 | 司法警察官吏及司法警察官吏ノ職務ヲ行フヘキ者ノ指定等ニ関スル件 | 1948年8月1日   |
| 大正13年勅令第17号  | 米貨公債及英貨公債ノ発行ニ関スル件 | 1924年2月13日  |
| 大正15年勅令第243号 | 健康保険法施行令 | 2025年6月4日   |
| 大正15年勅令第325号 | 位階令 | 2025年6月1日   |
| 昭和2年勅令第263号  | 北海道国有未開地処分法施行規則 | 1933年6月17日  |
| 昭和3年勅令第188号  | 大礼記念章制定ノ件 | 1928年8月1日   |
| 昭和5年勅令第36号   | 高等師範学校専攻科卒業者ノ称号ニ関スル件 | 1930年3月6日   |
| 昭和5年勅令第148号  | 帝都復興記念章令 | 1930年8月13日  |
| 昭和6年勅令第203号  | 特別会計ノ恩給負担金ヲ一般会計ニ繰入ルルコトニ関スル法律ノ施行ニ関スル件                                                                                           | 2014年5月30日  |
| 昭和7年勅令第12号   | 明治四十二年法律第二十二号第一条第二項ノ規定ニ依リ樹木ノ集団ノ範囲ヲ定ムルノ件                                                                                     | 1932年2月3日   |
| 昭和8年勅令第307号  | 農業動産信用法施行令 | 2019年3月25日  |
| 昭和8年勅令第309号  | 農業用動産抵当権実行令 | 2013年1月1日   |
| 昭和8年勅令第316号  | 拒絶証書令 | 1966年12月20日 |
| 昭和8年勅令第317号  | 小切手ノ呈示期間ノ特例ニ関スル件 | 1933年12月13日 |
| 昭和8年勅令第329号  | 小切手法ノ適用ニ付銀行ト同視スベキ人又ハ施設ヲ定ムルノ件 | 2018年10月1日  |
| 昭和9年勅令第13号   | 船舶安全法施行令 | 2016年4月1日   |
| 昭和12年勅令第9号   | 文化勲章令 | 1937年2月11日  |
| 昭和13年勅令第517号 | 陸上交通事業調整法施行令 | 2001年1月6日   |
| 昭和15年勅令第488号 | 紀元二千六百年祝典記念章令 | 1940年7月27日  |
| 昭和15年勅令第943号 | 農村負債整理組合法第八条ノ規定ニ依リ同法第十一条ノ事業ヲ行フコトヲ得ル法人ヲ定ムルノ件                                                                             | 1943年9月10日  |
| 昭和16年勅令第363号 | 無尽業法第二十一条ノ八ノ規定ニ依ル登記ニ関スル件 | 2006年5月1日   |
| 昭和18年勅令第618号 | 昭和六年法律第八号ニ依リ各特別会計ヨリ一般会計ニ繰入ルル金額ノ計算ニ関スル特例ニ関スル件                                                                           | 1943年7月28日  |
| 昭和18年勅令第622号 | 占領地軍政官憲ノ為シタル行為ノ法律上ノ効力等ニ関スル法律ノ施行ニ関スル件                                                                                           | 1943年7月28日  |
| 昭和19年勅令第76号  | 官吏功労表彰令 | 1947年5月3日   |
| 昭和20年勅令第699号 | 位、勲章等ノ返上ノ請願ニ関スル件 | 1945年12月7日  |
| 昭和20年勅令第730号 | 政治犯人等ノ資格回復ニ関スル件 | 1945年12月29日 |
| 昭和21年勅令第118号 | 物価統制令 | 2025年6月1日   |
| 昭和21年勅令第391号 | 会社経理応急措置法施行令 | 2020年12月1日  |
| 昭和21年勅令第390号 | 金融機関経理応急措置法施行令 | 2001年1月6日   |
| 昭和21年勅令第447号 | 人口動態調査令 | 2016年4月1日   |
| 昭和21年勅令第478号 | 労働関係調整法施行令 | 2018年10月1日  |
| 昭和21年勅令第501号 | 企業再建整備法施行令 | 2020年12月1日  |
| 昭和21年勅令第499号 | 金融機関再建整備法施行令 | 2018年1月4日   |
| 昭和21年勅令第558号 | 予算決算及び会計令臨時特例 | 2025年4月1日   |
| 昭和22年勅令第74号  | 閉鎖機関令 | 2025年6月1日   |
| 昭和22年勅令第165号 | 予算決算及び会計令 | 2025年4月1日   |
| 昭和22年勅令第190号 | 社寺等に無償で貸し付けてある国有財産の処分に関する法律施行令 | 1953年8月1日   |

## 特別な勅令

### 前年度予算施行
大日本帝国憲法下においては、予算不成立の場合、前年度予算を施行する（第71条）となっていたが、これを行う場合、勅令でその旨を公布した。

#### 勅令一覧
1. 明治二十五年度予算不成立ニ附キ前年度予算施行ノ件（明治25年3月18日勅令第2８号）
2. 明治二十七年度ニ於テ前年度予算施行ノ件（明治27年2月17日勅令第19号）
3. 明治三十一年度ニ於テ前年度予算施行ノ件（明治31年2月9日勅令第22号）
4. 明治三十六年度ニ於テ前年度予算施行ノ件（明治36年2月6日勅令第9号）
5. 明治三十七年度ニ於テ前年度予算施行ノ件（明治37年2月3日勅令第16号）
6. 大正四年度ニ於テ前年度予算ヲ施行スル件（大正3年12月29日勅令第263号）
7. 大正六年度ニ於テ前年度予算ヲ施行スル件（大正6年2月21日勅令第23号）
8. 大正九年度ニ於テ前年度予算ヲ施行スルノ件（大正9年3月17日勅令第43号）
9. 大正十三年度ニ於テ前年度予算ヲ施行スルノ件ノ件（大正13年2月29日勅令第4０号）
10. 昭和三年度ニ於テ前年度予算ヲ施行スルノ件（昭和3年3月15日勅令第29号）
11. 昭和五年度ニ於テ前年度予算ヲ施行スルノ件（昭和5年3月10日勅令第37号）
12. 昭和七年度ニ於テ前年度予算ヲ施行スルノ件（昭和7年3月14日勅令第23号）
13. 昭和十一年度ニ於テ前年度予算ヲ施行スルノ件（昭和11年3月26日勅令第29号）
14. 昭和二十一年度ニ於テ前年度予算ヲ施行スルノ件（昭和21年3月27日勅令第166号）

### 府県会解散
府県制（明治23年5月17日法律第35号）第89条第1項で府県会の解散は、勅令によるとされたため、勅令が制定された。
道府県制（明治32年3月16日法律第64号）では、道府県会の解散は「内務大臣ガ勅裁ヲ経テ命ズル」（第131条第1項）と改正されたため、以後は解散の勅令はなくなった。

#### 勅令一覧
1. 徳島県会解散ノ件（明治25年12月12日勅令第111号）
2. 石川県会解散ノ件（明治27年12月30日勅令第204号）
3. 石川県会解散ノ件（明治30年3月8日勅令第26号）
4. 石川県会解散ノ件（明治30年9月10日勅令第302号）
5. 青森県会解散ノ件（明治30年10月26日勅令第383号）
6. 石川県会解散ノ件（明治31年2月26日勅令第30号）
7. 秋田県会解散ノ件（明治31年12月1日勅令第338号）
8. 静岡県会解散ノ件（明治31年12月10日勅令第346号）
9. 福島県会解散ノ件（明治31年12月28日勅令第360号）
10. 福島県会解散ノ件（明治32年6月14日勅令第250号）

### 戒厳布告、解除
戒厳の布告及び解除は勅令で行われた。

#### 勅令一覧
1. 戒厳宣告ノ件（明治27年10月6日勅令第174号）
2. 戒厳解止ノ件(明治28年6月19日勅令第76号)
3. 戒厳宣告ノ件(明治37年2月14日勅令第36号)
4. 戒厳宣告ノ件(明治37年2月14日勅令第37号)
5. 戒厳宣告ノ件(明治37年2月14日勅令第38号)
6. 戒厳宣告ノ件(明治37年2月14日勅令第39号)
7. 戒厳宣告ノ件(明治38年4月14日勅令第133号)
8. 戒厳宣告ノ件(明治38年5月13日勅令第160号)
9. 戒厳解止ノ件(明治38年7月7日勅令第193号)
10. 戒厳解止ノ件(明治38年10月16日勅令第219号)

### 国葬
国葬令（大正15年10月21日勅令第324号）の制定後は、国家に偉勲ある者は特旨により国葬を行うことができるとされ、この特旨は、詔書により行われた。この国葬令制定前においては、個々の国葬の都度、個別の勅令より行われた。

#### 勅令一覧
1. 故内大臣正一位大勲位公爵三条実美国葬ノ件（明治24年2月20日勅令第14号）
2. 熾仁親王殿下薨去ニ附キ国葬ノ件（明治28年1月24日勅令第11号）
3. 能久親王殿下薨去ニ附キ国葬ヲ行フ件（明治28年11月5日勅令第156号）
4. 公爵毛利元徳国葬ノ件（明治29年12月26日勅令第401号）
5. 故従一位勲一等公爵島津忠義国葬ノ件（明治30年12月28日勅令第458号）
6. 故元帥陸軍大将大勲位功二級彰仁親王国葬ノ件（明治36年2月18日勅令第16号）
7. 故枢密院議長従一位大勲位公爵伊藤博文国葬ノ件（明治42年10月27日勅令第314号）
8. 故議定官元帥海軍大将大勲位功三級威仁親王国葬ノ件（大正2年7月10日勅令第255号）
9. 故議定官内大臣元帥陸軍大将従一位大勲位功一級公爵大山厳国葬ノ件（大正5年12月11日勅令第244号）
10. 故大勲位李太王国葬ノ件（大正8年1月27日勅令第9号）
11. 故議定官枢密院議長元帥陸軍大将従一位大勲位功一級公爵山県有朋国葬ノ件（大正11年2月3日勅令第18号）
12. 故元帥陸軍大将大勲位功二級貞愛親王国葬ノ件（大正12年2月6日勅令第35号）
13. 故従一位大勲位公爵松方正義国葬ノ件（大正13年7月5日勅令第155号）
14. 大勲位李王国葬ノ件（大正15年4月27日勅令第87号）

### 貴族院令
貴族院の構成については勅令である貴族院令で定められたが、この改正には貴族院の議決を要する（貴族院令第13条）。　
衆議院の構成は法律（即ち、衆議院のみならず貴族院の議決も必要）であるのに対し、貴族院については衆議院の介入をさせないようになっていた。

### 条約の公布
公文式には、条約についての規定がなく、条約の公布は勅令で行われていた。この場合は、無番号とされていた。公式令で条約についての規定が設けられた。

#### 公文式時代の条約の例
帝国政府ト白耳義国政府トノ間ニ締結セル裁判管轄権ニ関スル議定書（明治32年7月1日勅令）

#### 公式令による条約の例
病院船ニ関スル条約（明治40年5月24日条約第1号）

### 皇室婚嫁令・皇室誕生令
明治33年4月25日に公布された皇室婚嫁令、明治35年5月29日に公布された皇室誕生令は、官報、法令全書ともに法令番号のみならず「勅令」との表示もない。
しかし、官報目録では、勅令に分類しており、日本法令索引でも勅令に分類している。公式令以後なら皇室令となるべきものであった。

### 関東州及び南洋群島に関する法令
関東州及び南洋群島は、大日本帝国の統治下にあったが、租借地ないし委任統治領であるため大日本帝国憲法が適用されず、これらの統治は専ら大権の行使として勅令で行われた。